# Nicola Caputo (Politiker)

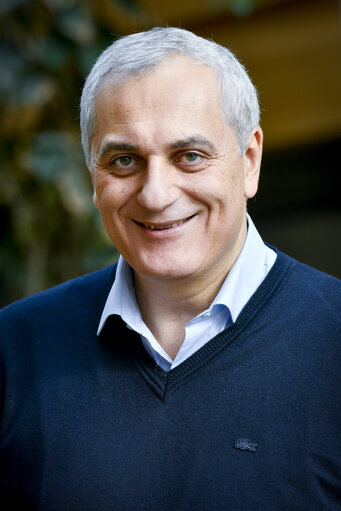
Nicola Caputo

Nicola Caputo (* 4. März 1966 in Teverola, Provinz Caserta) ist ein italienischer Politiker der Partito Democratico. Er war von 2014 bis 2019 Mitglied des Europäischen Parlaments.

## Leben
Caputo hat ein Wirtschafts- und Handelsstudium an der Universität Neapel Federico II absolviert. Er ist Steuerberater und Wirtschaftsprüfer. 2004 wurde er für eine Bürgerliste in den Gemeinderat seines Heimatortes Teverola gewählt. Im Jahr darauf zog er für die kleine christdemokratische UDEUR in den Regionalrat von Kampanien gewählt. Nach fünf Jahren wurde er wiedergewählt, diesmal aber als Vertreter der Partito Democratico (PD).
Bei der Europawahl 2014 errang er einen Sitz als Abgeordneter des Wahlkreises Süditalien im Europäischen Parlament. Dort saß er Fraktion der Progressiven Allianz der Sozialdemokraten (S&D), war Mitglied im Ausschuss für Landwirtschaft und ländliche Entwicklung und Delegierter für die Beziehungen zu den Vereinigten Staaten.
Nach seinem Ausscheiden aus dem EU-Parlament wurde er im Juli 2019 Berater des Regionalpräsidenten von Kampanien, Vincenzo De Luca, zuständig für Landwirtschaft, Europa und Internationales. Im Oktober 2019 trat er von der PD zur neuen Partei Italia Viva von Matteo Renzi über.